# 欽巴利夫卡 (赫梅利尼茨基區)
49°42′34″N 27°43′30″E / 49.70944°N 27.72500°E
欽巴利夫卡（烏克蘭語：Цимбалівка）是位於烏克蘭西部的村莊，由赫梅利尼茨基州赫梅利尼茨基區的旧锡尼亚瓦市镇負責管轄。該村始建於1675年，面積2.81平方公里，海拔高度291米，2001年人口529。